# Villeneuve-la-Dondagre
Villeneuve-la-Dondagre és un municipi francès, situat al departament del Yonne i a la regió de Borgonya - Franc Comtat. L'any 2007 tenia 227 habitants.

## Demografia

### Població
El 2007 la població de fet de Villeneuve-la-Dondagre era de 227 persones. Hi havia 84 famílies, de les quals 24 eren unipersonals (8 homes vivint sols i 16 dones vivint soles), 32 parelles sense fills i 28 parelles amb fills.
La població ha evolucionat segons el següent gràfic:
Habitants censats

### Habitatges
El 2007 hi havia 124 habitatges, 95 eren l'habitatge principal de la família, 21 eren segones residències i 9 estaven desocupats. 123 eren cases i 1 era un apartament. Dels 95 habitatges principals, 81 estaven ocupats pels seus propietaris i 14 estaven llogats i ocupats pels llogaters; 1 tenia una cambra, 2 en tenien dues, 8 en tenien tres, 33 en tenien quatre i 51 en tenien cinc o més. 79 habitatges disposaven pel capbaix d'una plaça de pàrquing. A 35 habitatges hi havia un automòbil i a 55 n'hi havia dos o més.

### Piràmide de població
La piràmide de població per edats i sexe el 2009 era:
| Homes | Edats   | Dones |
| ----- | ------- | ----- |
| 0     | 95 o +  | 0     |
| 0     | 90 a 94 | 4     |
| 0     | 85 a 89 | 4     |
| 0     | 80 a 84 | 4     |
| 4     | 75 a 79 | 0     |
| 8     | 70 a 74 | 8     |
| 4     | 65 a 69 | 4     |
| 4     | 60 a 64 | 0     |
| 12    | 55 a 59 | 16    |
| 8     | 50 a 54 | 8     |
| 8     | 45 a 49 | 8     |
| 12    | 40 a 44 | 0     |
| 12    | 35 a 39 | 16    |
| 0     | 30 a 34 | 8     |
| 0     | 25 a 29 | 0     |
| 0     | 20 a 24 | 0     |
| 8     | 15 a 19 | 4     |
| 12    | 10 a 14 | 16    |
| 4     | 5 a 9   | 8     |
| 0     | 0 a 4   | 4     |

## Economia
El 2007 la població en edat de treballar era de 143 persones, 118 eren actives i 25 eren inactives. De les 118 persones actives 115 estaven ocupades (59 homes i 56 dones) i 3 estaven aturades (2 homes i 1 dona). De les 25 persones inactives 7 estaven jubilades, 9 estaven estudiant i 9 estaven classificades com a «altres inactius».

### Ingressos
El 2009 a Villeneuve-la-Dondagre hi havia 103 unitats fiscals que integraven 254 persones, la mediana anual d'ingressos fiscals per persona era de 19.084 €.

### Activitats econòmiques
Dels 8 establiments que hi havia el 2007, 3 eren d'empreses de construcció, 1 d'una empresa de comerç i reparació d'automòbils, 1 d'una empresa de transport, 2 d'empreses financeres i 1 d'una entitat de l'administració pública.
Dels 3 establiments de servei als particulars que hi havia el 2009, 1 era un paleta, 1 fusteria i 1 lampisteria.
L'any 2000 a Villeneuve-la-Dondagre hi havia 6 explotacions agrícoles que ocupaven un total de 786 hectàrees.

## Poblacions més properes
El següent diagrama mostra les poblacions més properes.